# Иларион (Койверакис)
Митрополи́т Иларио́н (греч. Μητροπολίτης Ιλαρίων, в миру Иоси́ф Койвера́кис, греч. Ιωσήφ Κοϊβεράκης; 1897, деревня Афрата, ном Ханья, Крит — 17 января 1972, деревня Колимвари, ном Ханья) — епископ Александрийской православной церкви, титулярный митрополит Мемфисский.

## Биография
Родился в 1897 году в деревне Афрата, близ Киссамоса, на Крите в семье Георгиоса Койверакиса и Аспасии Анастасаки Койвераки. Кромен него в семье также было шесть детей.
26 февраля 1917 года в Монастыре Гонья в Колимвари епископом Кисамским Анфимом (Леледакисом) хиротонисан в сан диакона.
В 1927 (по другим данным — в 1929-м) году окончил богословский факультет Афинского университета.
В 1931 году рукоположён в сан пресвитера митрополитом Птолемаидским Парфением (Даниилидисом).
В ноябре 1940 года избран титулярным епископом Вавилонским, викарием Папы и Патриарха Александрийского и всей Африки.
6 декабря того же года состоялась его епископская хиротония, которую совершили: Патриарх Александрийский Христофор II, митрополит Пилусийский Парфений (Даниилидис), митрополит Леонтопольский Константин (Кацаракис) и епископ Мареотидский Дионисий (Киккотис).
После этого до 1968 года он служил патриаршим эпитропом в Каире.
14 декабря 1968 года возведён в сан титулярного митрополита с титулом Мемфисский.
Скончался 17 января 1972 года в Монастыре Гонья в Колимвари на Крите.